# Pedro Camejo (municipalité)
Pour les articles homonymes, voir Pedro Camejo et Camejo.
Pedro Camejo est l'une des sept municipalités de l'État d'Apure au Venezuela. Son chef-lieu est San Juan de Payara. En 2011, la population s'élève à 28 966 habitants.

## Étymologie
La municipalité est nommée en l'honneur du militaire Pedro Camejo (1790-1821), héros de la Guerre d'indépendance du Venezuela.

## Géographie

### Subdivisions
La municipalité est divisée en trois paroisses civiles avec, chacune à sa tête, une capitale (entre parenthèses) :
- Codazzi (Puerto Páez) ;
- Cunaviche (San Miguel de Cunaviche) ;
- Urbana San Juan de Payara (San Juan de Payara).